# Juno (Mythologie)

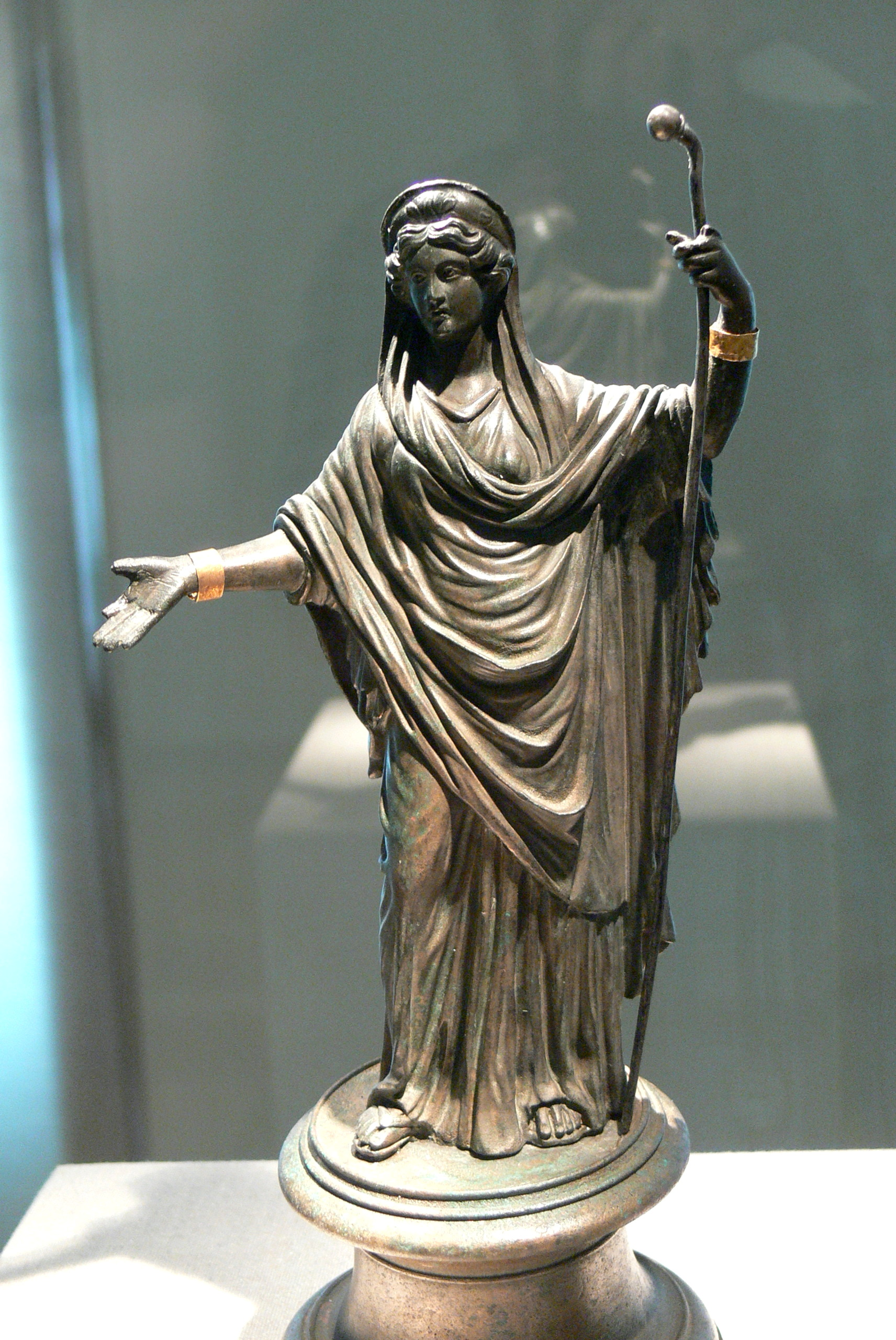
Bronzestatuette der Juno

Juno (lateinisch Iuno, Beiname Unxia) ist eine altitalische, insbesondere römische Göttin, die mit der griechischen Göttin Hera gleichgesetzt wurde. Juno galt als Göttin der Geburt, der Ehe und Fürsorge. Der Monatsname Juni wurde vom Namen der Göttin abgeleitet.

## Ursprünge und Kult
Nach Gleichsetzung mit Hera wurde Juno zugleich Gattin Jupiters und somit Königin der Götter. Die Gleichsetzung geschah vermutlich unter etruskischem Einfluss. Bei den Etruskern wurde Juno unter dem Namen Uni verehrt. Ihre Eltern waren Saturnus und Ops.

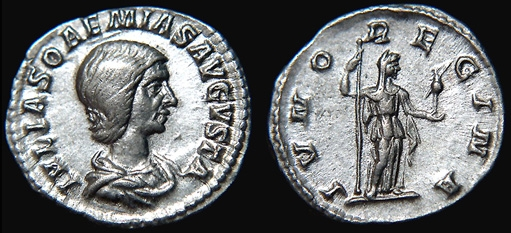
IVNO REGINA („Königin Juno“) auf einem Denar der ersten Hälfte des 3. Jahrhunderts

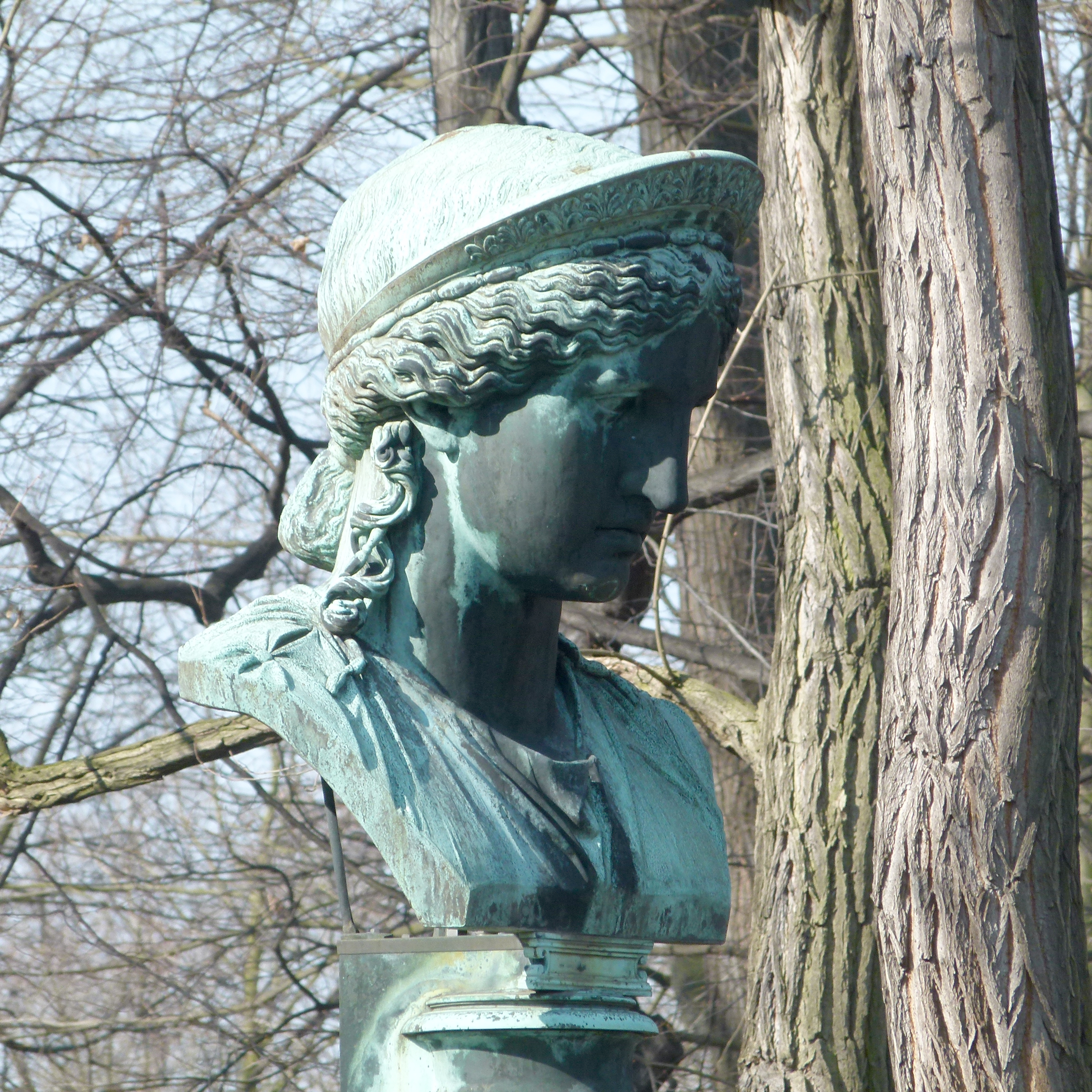
Überlebensgroßer Kopf der Juno Ludovisi im Schlosspark von Pillnitz

Laut Varro wurde der Kult der Iuno Lucina, der Göttin der Geburt, vom sabinischen König Titus Tatius eingeführt.
Juno war die Schirmherrin der Stadt Rom und wurde im Rahmen der Kapitolinischen Trias auf dem Kapitol verehrt. Ihr Feiertag waren die Matronalia oder feriae Matronales (von lateinisch matrona, „würdevolle verheiratete Frau“) am 1. März. Ihr heiliges Tier war die Gans, weshalb bei ihrem Tempel auf dem Kapitol Gänse gehalten wurden. Als diese die Bürger Roms vor angreifenden Feinden durch lautes Geschnatter warnten, schrieb man die Warnung Juno zu und gab ihr den Beinamen Moneta, die Warnerin bzw. Mahnerin. Gleichzeitig war sie noch die Schutzpatronin der frühen städtischen Münzstätte in Rom, da diese auf dem Kapitol in einem zum Juno-Tempel gehörenden Gebäude angeblich um 289 v. Chr. eingerichtet war.
Außerhalb Roms gab es bedeutende Juno-Kulte unter anderem in Teanum Sidicinum, Aesernia, Lanuvium, Gabii, Veii und Perusia. Die sabinische Göttin Iuno Curitis wurde als Iuno Quiritis auch nach Rom übertragen. Häufig wird sie ikonografisch mit Isis gleichgesetzt.
Manchmal wird auch die Tradition des Valentinstages auf einen ihrer Gedenktage zurückgeführt, bei dem ihr am 14. Februar Blumenopfer dargebracht wurden.
Iuno (pl. Iunones) wurde auch der persönliche Schutzgeist einer Frau genannt. Sie war das weibliche Gegenstück zum männlichen Genius. In dieser Funktion konnte sie gelegentlich auch als Schutzgöttin einer Prostituierten fungieren.

## Ikonographie

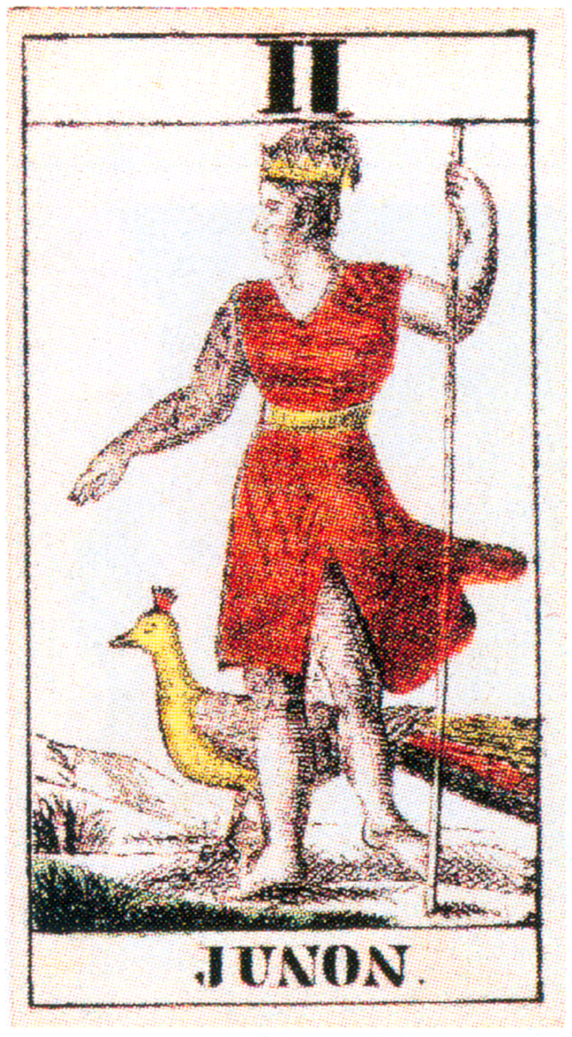
Juno auf einer Schweizer Tarotkarte mit Pfau

Attribut Junos ist der Pfau, vor allem in barocken Allegorien der Liebe und der Schönheit. Auf römischen Münzen wird sie ebenfalls von einem Pfau begleitet, trägt (Lang-)Zepter und die Opferschale. Auch Abbildungen Junos, auf denen sie Getreideähren trägt, kommen vor. In allegorischen Darstellungen der Vier-Elemente-Lehre steht Juno für die Luft.